# Bourscheid (Moselle)
Bourscheid település Franciaországban, Moselle megyében. Lakosainak száma 175 fő (2022. január 1.). Bourscheid Brouviller, Hérange, Mittelbronn, Saint-Jean-Kourtzerode, Wintersbourg és Zilling községekkel határos.

## Népesség
A település népességének változása:
| Lakosok száma | 67   | 130  | 121  | 200  | 212  | 191  | 179  | 174  | 175  | 175  |
|               | 1968 | 1982 | 1990 | 2006 | 2013 | 2015 | 2017 | 2019 | 2020 | 2022 |